# 200 Дінамена
200 Дінамена (200 Dynamene) — астероїд головного поясу, відкритий 27 липня 1879 року.